# Пух, Роман Филиппович
Роман Филиппович Пух (1889—1958) — участник Белого движения на Юге России, первопоходник, подполковник 3-го Корниловского ударного полка.

## Биография
Уроженец Полтавской губернии.
С началом Первой мировой войны был призван из запаса армейской пехоты. В 1914 году был произведен в прапорщики из вольноопределяющихся 111-го запасного пехотного полка. Состоял в 77-м пехотном Тенгинском полку. Произведен в подпоручики 12 февраля 1916 года, в поручики — 9 июня того же года, в штабс-капитаны — 14 марта 1917 года, со старшинством с 7 декабря 1916 года. За боевые отличия был награжден несколькими орденами, в том числе орденом Св. Анны 4-й степени с надписью «за храбрость».
В ноябре 1917 года прибыл на Дон в Добровольческую армию и был зачислен в офицерский отряд полковника Симановского. Участвовал в 1-м Кубанском походе в должности командира 3-й офицерской роты Корниловского ударного полка. В 1918 году был произведен в капитаны. Тяжело ранен в сентябре 1918 года под Ставрополем. По излечении от ран был переведен в 3-й Корниловский ударный полк и произведен в подполковники. В начале 1920 года был назначен помощником командира 3-го Корниловского полка, временно командовал полком в боях под Каховкой. Во время Заднепровской операции командовал сводным отрядом корниловцев, был ранен в бою на Юшуньских позициях. Галлиполиец. С 24 декабря 1921 года назначен командиром 1-й роты Корниловского полка. В Болгарии встретился с женой и маленькой дочерью, которые сумели выехать из Советской России. Осенью 1925 года — в составе Корниловского полка в Болгарии.
В эмиграции в Люксембурге. Работал на керамическом заводе в местечке Мертерт. Состоял начальником группы Корниловского полка в Люксембурге и начальником подотдела 5-го отдела РОВС, был произведен в полковники. Служил псаломщиком. Скончался в 1958 году. Похоронен на русском участке кладбища Мертерт.

## Семья
Был женат, его вдова Лариса Александровна (1896—1994) скончалась в США. Их дети:
- Сергей (1926—2016), вольноопределяющийся Корниловского полка, банковский служащий, настоятель церкви Св. Петра и Павла в Люксембурге, протоиерей.
- дочь Аля и сын Кирилл (1931—1979), умерший в Филадельфии.

## Награды
- Орден Святого Станислава 3-й ст. с мечами и бантом (ВП 29.04.1916)
- Орден Святой Анны 4-й ст. с надписью «за храбрость» (ВП 16.05.1916)
- Орден Святой Анны 3-й ст. с мечами и бантом (ВП 30.08.1916)
- Орден Святого Станислава 2-й ст. с мечами (ПАФ 2.05.1917)